# Bruno Wüstenberg

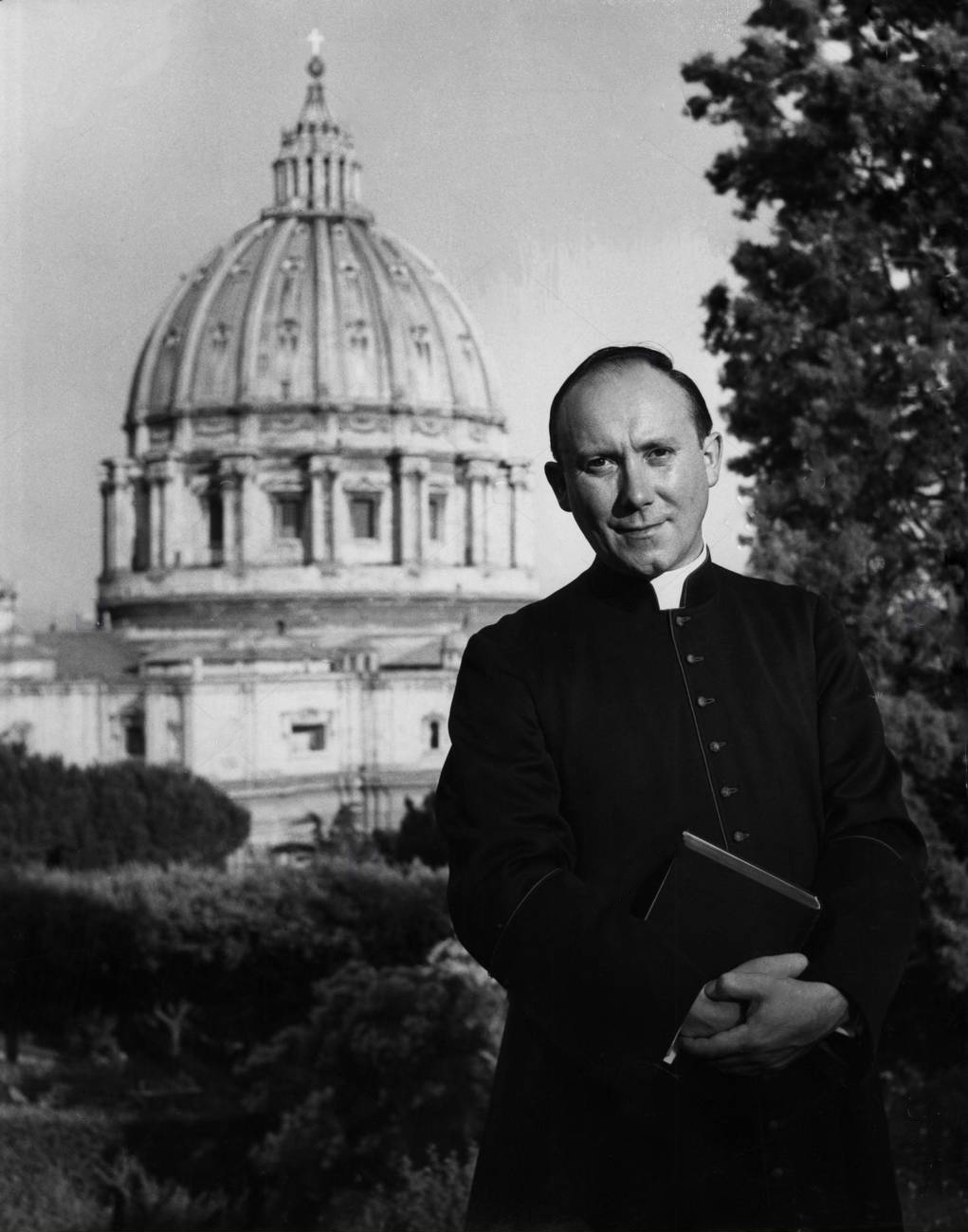
Bruno Wüstenberg in 1955

Bruno Wüstenberg (Duisburg, 10 maart 1912 - Freiburg im Breisgau, 31 mei 1984) was een Duits geestelijke en aartsbisschop van de Rooms-Katholieke Kerk.
Bruno werd in 1912 in het Ruhrgebied geboren als zoon van een werknemer van de Kruppfabrieken. Hij werd in 1938 in de Dom van Keulen priester gewijd door kardinaal Karl Joseph Schulte, aartsbisschop van Keulen. Na een jaar werkzaam geweest te zijn in de zielzorg, werd hij in 1940 naar Rome gestuurd voor verdere studie. Aan de Pauselijke Universiteit Gregoriana studeerde hij kerkelijk recht. Daarna trad hij in dienst bij de Heilige Stoel, waar hij werkte bij de afdeling krijgsgevangenen van het Staatssecretariaat. Hierna trad hij in 1947 in diplomatieke dienst van de H. Stoel. Hij werkte de eerste jaren vooral in Rome, waar hij leiding gaf aan de afdeling die verantwoordelijk was voor de relaties met Duitstalige staten. Ook trad hij regelmatig op als tolk, wanneer de paus bezoek kreeg van Duitssprekende gasten.
In 1966 werd hij, opnieuw in de Dom van Keulen, door kardinaal Frings gewijd tot bisschop, nadat paus Paulus VI hem had benoemd tot titulair aartsbisschop van Tyrus en tot apostolisch nuntius in Tokio. Hierna was hij nog nuntius in Ivoorkust, met nevenbenoemingen in Benin, Togo en Guinee. Ten slotte benoemde de paus hem tot nuntius in Nederland, waar hij te maken kreeg met een diepverdeelde kerk en de voorbereidingen van de Bijzondere Synode van de Bisschoppen van Nederland, die aan die verdeeldheid een einde had moeten maken.
- Gemeinsame Normdatei: 117376647
- International Standard Name Identifier: 0000 0004 1611 829X
- Virtual International Authority File: 3246995
- WorldCat: E39PBJjxx9DDTPjj4JKx77ttKd